# Euphorbia hillebrandii
Euphorbia hillebrandii es una especie fanerógama perteneciente a la familia de las euforbiáceas.  Es originaria de Hawái.

## Taxonomía
Euphorbia hillebrandii fue descrita por Augustin Hector Léveillé y publicado en Repertorium Specierum Novarum Regni Vegetabilis 10: 151. 1911.
Etimología
Euphorbia: nombre genérico que deriva del médico griego del rey Juba II de Mauritania (52 a 50 a. C. - 23), Euphorbus, en su honor – o en alusión a su gran vientre –  ya que usaba médicamente Euphorbia resinifera. En 1753 Carlos Linneo asignó el nombre a todo el género.
hillebrandii: epíteto otorgado  en honor del médico, cirujano, botánico y explorador alemán,  Wilhelm B. Hillebrand (1821 - 1886), quien recolectó plantas en Hawái.
Sinonimia
- Chamaesyce hillebrandii (H.Lév.) Croizat & O.Deg.	[5][6]